# Acalypha aristata
Acalypha aristata är en törelväxtart som beskrevs av Carl Sigismund Kunth. Acalypha aristata ingår i släktet akalyfor, och familjen törelväxter. Inga underarter finns listade i Catalogue of Life.